# Харівікрама
Харівікрама (*бл. 654 — 695) — володар держави Шрикшетра. Відомий також як Хаї-вікрама. За іншою розшифровкою палеографічних написів панував до 120 або 360 року.

## Життєпис
Походив з династії Вікрама. Спадкував Сур'явікрамі близько 688 року. Про нього є згадка в третьому напис із некрополя Шрикшетри: «Рік п'ятдесят сьомий, другий місяць, двадцять четвертий день, цар Харівікрама помер у віці сорока одного року, семи місяців та дев'яти днів».
Це доповнює та підтверджує напис на постаменті кам'яної статуї з Шрикшетри, де йдеться, що статую встановлено на загальні кошти Джаясандраварманом і його «братом» Харівікрамою. Далі повідомляється, що колись було створено два міста. В одному правив Харівікрама, в іншому — Джаясандраварман. Вони мала спільного наставника Ар'ю Гугадхіпу, який закликав царів любити одне одного. Наприкінці напису висловлено сподівання, що дружба між сусідніми містами п'ю продовжиться на віки вічні і підтримуватиметься також спадкоємцями «братів». Дослідники припускають, що тут йдеться про представників споріднених династій Вікрама і Вармана, що панували в державах Шрикшетра й Пейктано (Місто Вішну) відповідно. Ймовірно тут йдеться про намагання спротиву гегемонії Шрикшетри.
Йому спадкував Сіхавікрама.